# Barawa
Barawa nebo Brava (somálsky Baraawe, arabsky مدينة ﺑﺮﺍﻭة‎) je přístavní město na jihovýchodním pobřeží Somálska. Roku 2000 mělo 32 800 obyvatel. Žijí v něm Somálci mluvící tunnijsky a Bravanesové mluvící dialektem svahilštiny.